# Alchemia (album IGS)
Alchemia – drugi producencki album polskiego producenta muzycznego Igora Sobczyka znanego jako IGS. Został wydany 8 grudnia 2001 r. Gościnnie wystąpili między innymi AbradAb, Fokus, Tede, Borixon, czy HST.
Pochodzący z albumu utwór pt. „Czas” znalazł się na 70. miejscu listy „120 najważniejszych polskich utworów hip-hopowych” według serwisu T-Mobile Music.

## Lista utworów
Źródło.
1. „Intro” (gościnnie: Dene, HST, Seon, Dusia)
2. „Bezpośrednio” (gościnnie: AbradAb)
3. „Słyszysz hast” (gościnnie: HST)
4. „Wybory” (gościnnie: Bas Tajpan, Gutek)
5. „Sprzedawane” (gościnnie: Andreforos 032)
6. „Bo to ja” (gościnnie: Dusia)
7. „Czas” (gościnnie: Fokus)
8. „Bunt młodych” (gościnnie: Alfabeta)
9. „Lansuj się z Gibon Składem” (gościnnie: Tede, Borixon, CNE)
10. „Cały komentarz” (gościnnie: HST)
11. „Tego nic nie zatrzyma” (gościnnie: Prelekto)
12. „Spokojnie” (gościnnie: Bas Tajpan, Lis (I))
13. „Odcinam się II” (gościnnie: Borixon, Tede)
14. „Dość mam” (gościnnie: MCF)